# Piotr Siniakowicz
Piotr Siniakowicz (ur. 15 lutego 1976 w Hajnówce) – polski samorządowiec i polityk, burmistrz Siemiatycz od 2010 roku.

## Życiorys
Jest absolwentem Instytutu Historii Uniwersytetu Marii Curie-Skłodowskiej w Lublinie. Ukończył studia podyplomowe z zakresu zarządzania w administracji i samorządzie terytorialnym, strategii i komunikacji w firmach oraz public relations w Szkole Głównej Handlowej. Był pracownikiem Agencji Restrukturyzacji i Modernizacji Rolnictwa.
W wyborach samorządowych w 2010 roku został wybrany burmistrzem Siemiatycz, uzyskując w drugiej turze 3012 głosów. Uzyskał reelekcję w 2014 roku, w 2018 i 2024 zdobywając kolejno 71,9%, 72,7% i 65,1% głosów.